# Station Wesepe
Station Wesepe (afkorting: Wpe) is een voormalig spoorwegstation bij het dorp Wesepe. Het station lag aan de spoorlijn Deventer - Ommen van de Overijsselse Lokaalspoorweg-Maatschappij Deventer - Ommen (OLDO).
Het station werd geopend op 1 oktober 1910 en gesloten op 15 mei 1935. Het stationsgebouw uit 1909 bestaat nog steeds en fungeert momenteel als woonhuis. Aan de voorzijde van het gebouw hangt een zwart bord met de tekst 'Station Wesepe'. Het is samen met Station Eikelhof het enige nog bestaande stationsgebouw van de OLDO.